# Хидроелектрана Фоча
Хидроелектрана Фоча једна је од планираних хидроелектрана у систему хидроелектрана на горњој Дрини у Републици Српској, Босна и Херцеговина и Републици Србији, са највећом инсталисаном снагом 44,15 мегавата и очекиваном производњом од 175,87 GWh. На ову хидроелектрану чекало се пуних 50 година, све док на основу Уговор о формирању заједничког предузећа, који предвиђа градњу ХЕ Фоча, ХЕ Паунци и ХЕ Бук Бијела које по снази одговарају блоку 2 у ХЕ Ђердап I, није започела реализација овог пројекта. Предвиђено је да укупне инвестиције за изградњу овог објекта износе 119,09  милиоан евра.  Изградњу ХЕ Фоча  заједно ће финансирати електропривреда Србије и Републике Српске.

## Значај ХЕ Фоча
Значај изградње  ХЕ Фоча као чеоне електрана, са становишта величине акумулације, огледа се у томе што би она требало  да буде једна од три електране у систему хидроелектрана на  горњој  Дрини (узводно од Вишеграда).

## Географске карактеристике подручја ХЕ Фоча
Река Дрина је десна и највећа притока реке Саве која је у саставу Црноморског слива. Настаје спајањем река Таре и реке Пиве, код Шћепан Поља. Правац њеног тока је од југа ка северу и има доста притока.
Дивља снага Дрине укроћена је бранама и језерима (Вишеградско, Перућац, Зворничко) чиме је нарушена али не и уништена лепота дринских кањона.
Слив
Сливно подручје Дрине обухвата југозападни и западни део Републике Србије, северни део Републике Црне Горе и источни део Републике Српске.
- Површина слива је 19.570 km² (од тога на слив Лима отпада 5.963 km², 1.853 km² на слив Таре и 1.602 km² на слив Пиве).[4]
- Укупна дужина  слива  је око 500 km.
- Просечна ширина слива је око 100 km.
- на ушћу Дрина је водом најбогатија притока Саве.

Притоке
Веће притоке са леве стране су: Сутјеска, Бистрица, Прача, Дрињача и Јања, а са десне: Ћехотина, Лим, Рзав, Љубовиђа и Јадар.
Падавине у сливу Дрине
Водни режим реке Дрина припада типичним режимима типа снег-киша, са примарним врхунцем водостаја у априлу и секундарним у децембру. Већи део тока протиче кроз планине, док је цео горњи ток у високим планинама Динарида, што доводи до тога да јаке падавине и топљење снега доводе до великих протока.
У горњем делу слива Дрине годишње падавине су 3.000 mm, док су просечно на целом сливу падавине око 1.100 mm.

## Oсновни технички подаци ХЕ Фоча
ХЕ Фоча је прибранско  акумулационо постројење које се састоји од: бетонске бране, машинске зграде и акумулације.
Бетонска брана
ХЕ Фоча има гравитациону бетонску брану са преливима, и непреливним делом. 
- кота круне бране је на  406,80 m н.м.
- дужина у круни бране је 208,4 m,
- ширина у круни бране је од 9,7 до  13,1 m.
- леви гравитациони блок је дужине  58 m, а десни гравитациони део 33 m.
- део бране са преливима је 74 m,
- Кота нормалног успора КНУ = 403 m н.м.

Машинска зграда
Машинске зграде ХЕ Фоча има највећу грађевинску висину, која износи 43,4 m.
У машинској згради смештена су 3 агрегата.
Турбине су цевне. Два су димензионисана за инсталисани протицај по 150 m³/s, а један за водопривредни минимум од 50 m³/s.
Акумулација
Акумулације, има укупну запремину 6,70 x 10 m6, док је корисна запремина 4 x 106 m³.
Радни ниво бране је од коте  403 – 396 m н.м
| Снага                | N  | 44,15 МW   |
| Производња           | E  | 175,87 GWh |
| Инсталисани протицај | Qi | 350 m³/s   |

## Супротстављени ставови
Пројекат који предвиђа градњу ХЕ Фоча, ХЕ Паунци и ХЕ Бук Бијела је био под лупом локалних и националних заједница и разних невладиних организација из Босне и Херцеговине, Црне Горе и иностранства, како би утицали на одустајање од овог пројекта.
Овај пројекат стар 50 година, који је својевремено био ствар међудржавног споразума између Босне и Херцеговине и Црне Горе, неки сматрају да може уништити станишта последњих и најважнија станишта лосос на Дунаву на глобалном нивоу, као и прелепи кањон реке Таре, због чега је овај пројекат наишао на велики отпор у Федерацији Босне и Херцегаовине и  и Црној Гори.
Министарка Турковић из владе Босне и Херцеговине супротставио се изградњи ових хидроелектрана наводећи да ће:
- министарство којим она руководи „предузети мере из своје надлежности” и обавестити друге релевантне институције о захтевима Унеска,у коме  Центра за културну баштину, тражи додатне информације о пројекту Србије и Српске
- БиХ морати да  поштује међународне обавезе” и да је писмо Унеска „још један показатељ да се овакви пројекти (хидроелектране) не могу реализовати без сагласности централних државних институција”.

Турковићева је и раније више пута јавно исказивала негативно мишљење о заједничким пројектима Србије и Српске и тражила је, заједно с остатком сарајевске политичке елите, да се заустави њихова реализација. Она је пре полагања камена темељца за ХЕ „Бук Бијела” упутила и ноту Србији.
Председавајући Председништва Босне и Херцеговине (БиХ) Милорад Додик поводом напред изречених коментара  је изјавио да за изградњу ХЕ Фоча и Паунци неће бити потребна сагласност на нивоу Босне и Херцеговине, јер Дрина на тим местима није граница између Босне и Херцеговинеи Србије, већ протиче кроз Републику Српску.